# ヘンリー砦包囲戦 (1777年)
ヘンリー砦包囲戦（ヘンリーとりでほういせん、英語：Siege of Fort Henry）は、アメリカ独立戦争中の1777年9月、後にアメリカ合衆国を構成する13植民地の現バージニア州内の前線基地であったヘンリー砦付近で、インディアンの混成部隊によってアメリカ民兵が攻撃された戦いのこと。インディアン襲撃の噂は伝わっていたものの、多くの民兵中隊が砦を離れたため、襲撃時は少数の民兵だけで防衛されることになった。しかし最終的にアメリカへの入植者たちは、インディアンの攻撃を撃退することに成功した。

## 前史
レキシントン・コンコードの戦いによるアメリカ独立戦争の開戦から2年が経過した1777年の夏、バージニア州とペンシルバニア州の開拓地では、オハイオ領土に住むインディアンが、オハイオ川とその周辺の開拓地への攻撃を計画しているという噂が流れ始めていた。現在でいうところのウェストバージニア州ホイーリング周辺の入植者を守るべく、1774年に建設されたこのヘンリー砦も、その攻撃の標的の一つであったという。8月初旬、付近にあったピット砦の司令官であったエドワード・ハンド（Edward Hand）将軍は、デヴィッド・シェパード（David Shepherd）中尉と地元の民兵隊長全員にこの脅威を警告し、ヘンリー砦に集結するよう命じた。その後、しばらく民兵中隊は同砦に留まり、対策として防衛体制の改善とインディアンの巡視を行った。しかし、明白な脅威の到来がみられなかったため、これらの中隊の多くは後に撤退し戻っていった。8月末まで砦に残ったのは、ジョセフ・オグル（Joseph Ogle）とサミュエル・メイソン（Samuel Mason）が隊長を務める2個中隊だけであった。

## 戦闘
戦闘は9月1日に行われたと一部の記述ではなされているが、9月21日であったとするものもある。
夜、ワイアンドット族の酋長ポモアカン（デラウエア名、一般にはDunquat）の率いる約200人のインディアン（主にワイアンドット族とミンゴ族（Mingo）、一部ショーニー族やレナペ族もいた）の混成部隊は隠密に、忍び足で砦に迫ってきた。暫くしてシェパード砦（Fort Shepherd、エルム・グローブに所在）とホリデー砦（Fort Holliday）からの援兵が加わり、地元の人々も砦の守備に回った。同日の早朝、4人の男が砦を出ると、インディアンが襲ってきてそのうちの1人が殺された。残りの3人は逃げ出し、そのうちの2人は砦に戻り警報を鳴らした。
インディアンは砦からの出撃（Sortie）を予期して待ち伏せをしていたとされており、このためにインディアンの捜索に出撃したサミュエル・メイソンの率いる一隊は、危うく奇襲を受けるところであったが、メイソンの部隊に入っていたアメリカ軍の兵トーマス・グレン（Thomas Glenn）が射撃を行ったため、インディアンもこれに対し発砲してきたという。メイソンは銃創を被り、砦に戻ることができずに小道に隠れなければならないほどであった。また、ジョセフ・オグルが数人を率いて援護に出たところ、こちらの部隊も攻撃を受け、身を隠さざるを得なくなった。しかし、オグルもメイソンも、最終的には砦に戻ることができた。
その後、大英帝国に与していたネイティブ・アメリカンの部隊は、周囲の小屋を焼き払ったり家畜を攻撃したりした。これに対しサミュエル・マコロック（Samuel McColloch）少佐が、包囲されたヘンリー砦を支援するため、ヴァンミーター砦（Fort Vanmetre）からショートクリーク（Short Creek, West Virginia）沿いに少人数の部隊を率いて参戦した。しかしマコロックは部下とはぐれ、襲ってきたインディアンに追跡された。白馬に乗ったマコロックは、ホイーリング・ヒル（Wheeling Hill）に登り、およそ300フィート（91m）の高さを東側から安全な場所まで飛び降りた。インディアン達は、丘の下へ落ちたマコロックの死を確認するために、丘の端に駆け寄ったが、マコロックは白馬に乗ったまま、走って逃げていった。これは「マコロックの跳躍（McColloch's Leap）」と呼ばれる。
インディアンは砦の外に留まり、一晩中踊りや示威行動を行ったが、直接攻撃を行うことはなかった。翌朝、ネイティブ・アメリカン側は9人が負傷、1人が死亡し、アメリカ軍側は15人の死者と5人の負傷者を出して退却した。

## その後
独立戦争の後、サミュエル・メイソンは、1797年にオハイオ川のケーヴ・イン・ロック（Cave-In-Rock State Park）で海賊（リヴァー・パイレート（River pirate））、ナチェズ・トレース（Natchez Trace）でハイウェイマンとなり、犯罪の道に進んでいる。